# Almachius Vincent Rweyongeza
Almachius Vincent Rweyongeza (ur. 1 stycznia 1956 w Bushagara-Kamachumu) – tanzański duchowny katolicki, biskup diecezjalny Kayangi od 2008.

## Życiorys
Święcenia kapłańskie otrzymał 6 grudnia 1981 i został inkardynowany do diecezji Bukoba. Przez kilka lat pracował w duszpasterstwie parafialnym, a następnie był wykładowcą seminariów w Segerea i Ntungamo. W 1999 mianowany wikariuszem generalnym diecezji.
14 sierpnia 2008 papież Benedykt XVI mianował go biskupem diecezjalnym Kayangi. Sakry udzielił mu 6 listopada 2008 metropolita Dar-es-Salaam - kardynał Polycarp Pengo.